# Tim Abdullah Khan
 (février 2024).
Si vous disposez d'ouvrages ou d'articles de référence ou si vous connaissez des sites web de qualité traitant du thème abordé ici, merci de compléter l'article en donnant les références utiles à sa vérifiabilité et en les liant à la section « Notes et références ».
 (décembre 2023).
Le Tim Abdullah Khan (Abdullaxon timi) est l'un des bazars voûtés du Khanat de Boukhara. Il a été construit par le Khan de Boukhara Shaybanide, Abdullah Khan II, en 1577. Il est actuellement inscrit sur la liste du patrimoine mondial de l'UNESCO.
Le Tim est situé au sud-ouest de l'ensemble des madrasas Abdulaziz Khan et Ulugbek. Il était le centre du célèbre commerce de la soie en Asie centrale depuis des siècles et est le seul survivant des six marchés couverts de l'ancienne Boukhara. Le Tim est construit dans le style persan, rappelant le marché traditionnel des anciennes villes iraniennes.

## Histoire
Tim Abdullah Khan était l'un des plus grands centres commerciaux fermés. Il était également connu sous le nom de Timi Kalon ou Grand Tim. Ce tim a été construit en 1577 par le dirigeant chaybanide du Khanat de Boukhara, Abdullah Khan II, dans le but de vendre des tissus. Le tim était situé sur la principale rue commerçante et était composé de six portes voûtées. C'était un bâtiment avec huit salles voûtées où se trouvaient des boutiques de commerce. Les tissus étaient vendus au Tim Abdullah Khan depuis des siècles. Au début du XXe siècle, on y vendait de la soie et d'autres types de tissus. Les tissus étaient stockés dans des coffres spéciaux. En face du tim, il y avait un Choxarsoyi Darun ou un magasin intérieur, construit à la fin du XVIe siècle et comprenant environ 30 boutiques vendant divers produits. Il y avait également quatre magasins de tapis et quatre magasins de tissus. Les marchands étrangers faisaient également du commerce dans ce bazar fermé. Selon Galina Pougatchenkova, les niches voûtées du tim formaient 56 boutiques. La lumière provenait des fenêtres situées au-dessus de la coupole. La salle centrale du Tim Abdullah Khan était entourée de petites coupoles. Il y avait un marché de la soie dans ce tim. Tim Abdullah Khan est considéré comme l'un des objets architecturaux avec de nombreuses coupoles et arches. Actuellement, Tim Abdullah Khan abrite des magasins de tapis et des étals de commerce.

## Architecture
Le plus grand centre commercial fermé de Boukhara. Construit pendant le règne d'Abdullah Khan (1577). Tim Abdullah Khan a un plan carré (39 x 42 mètres), trois côtés sont fermés et l'entrée se fait par un grand portail voûté. Il y a des niches voûtées de chaque côté des murs. Un tim octogonal à coupole élevée se dresse au centre. Le pavillon central (diamètre - 10 mètres) est recouvert d'une haute coupole. La lumière provient des ouvertures voûtées sous la coupole. Le pavillon est entouré d'une galerie. Il y a des boutiques voûtées dans les petites arches de la galerie. Le bâtiment est construit en briques cuites (22 x 27 x 3,5 centimètres), les murs sont enduits, les motifs et les ornements sont presque perdus. Dans le passé, on y échangeait de la soie et des tissus de laine. Tim Abdullah Khan est le plus grand et le plus complexe en termes de forme et de composition des centres commerciaux, des bâtiments « chor-su-tok » à Boukhara. Il a été réparé plusieurs fois et des boutiques commerciales s'y trouvent.